# Emma Fowler
Pour les articles homonymes, voir Fowler.
Caporal Emma Fowler (née le 5 juin 1979) à Taunton dans le Somerset, est une biathlète britannique qui est devenue en 2006 la première femme biathlète britannique à participer aux Jeux olympiques d'hiver.

## Carrière
Fowler a commencé le biathlon en 1997 et a fait ses débuts internationaux en 1998. Elle s'est qualifiée pour participer aux Jeux olympiques d'hiver de 2006 à Turin, devenant ainsi la première femme biathlète britannique à le faire. Elle a terminé 78e de l'épreuve individuelle de 15 km et 67e de l'épreuve de sprint de 7,5 km,. Elle a participé aux championnats du monde de biathlon en 2001 , 2005 , 2007 , 2008 et 2009. Elle n'a pas réussi à se qualifier pour les Jeux olympiques d'hiver de 2010. Fowler est entraîné par Walter Pichler. Fowler a été sélectionné pour le relais de la Flamme olympique de Londres 2012 à Taunton ; la torche été remise par will.i.am.
Outre sa carrière de biathlon, Fowler a servi dans le 1 Regiment RLC du Royal Logistic Corps.